# Ekshäradsgården

Ekshäradsgården "Herrgårn" är en av byggnaderna på friluftsmuseet Skansen i Stockholm.  Gården är en mangårdsbyggnad från 1820-talet som har stått i Norra Skoga, Ekshärads socken, Hagfors kommun i Värmland och flyttades till Skansen åren 1952–1953.
Gården uppfördes ursprungligen i början av 1820-talet genom kronolänsman Jan Olof Pallins initiativ, finansierad av hans hustru Ragnhild Ersdotters familj och senare tingsställe för häradsrättens för Älvdals nedre tingslag samt Värmlands regementes mönstringsplats. Till boningshuset hörde ursprungligen även ladugård, bastu, bodar, stall och lador, men bara boningshuset flyttades till Skansen. Boningshuset var förmodligen bygdens första tvåvåningshus, beroende på att en del av utrymmen nyttjades som tingsställe med tingssal. År 1854 övertogs Ekshäradsgården av häradsdomare Per Larsson och Ingegerd Sonesdotter med familj. Det är deras hem som numera finns på Skansen.

## Gården under sin glansperiod, 1820–1854
Gården tros uppförd under den första delen av 1820-talet. Lantmäterikartor från 1829 visar att gården byggdes på en tomt som ägdes av Erik Eriksson, svärfar till Jan Olof Pallin som uppges vara husets byggherre. Jan Olof (född i Karlstad 1792, död i Ekshärad 1834) var kronolänsman vilket inte var välavlönat. Så väl gård som bohag tycks ha tillförts boet genom Jan Olofs hustru Ragnhild Ersdotter (född 1893, död 1832) efter betydande arv från hennes mors ägor i Södra Skoga. Gården fungerade som tingslokal från omkring 1828. Av Ragnhild Pallins bouppteckning 1833 framgår att till gården hörde: ”En nästan ny Ladugård under Näfver och Torftak. En ny badstuga, en ny Bodbyggnad jemte vinter (–) och sommar (bod). Stall, öfwerbod och 2ne rännen, 1 Nytt Vedskjul jemte skjul derinvid och ett Höränne” (höskulle). Till gården hörde åtta hästar, två föl, 27 nötdjur varav en oxe, fem får, sju getter, nio höns, en tupp, två ankor och sju grisar. Höns var ovanliga i norra Värmland under hela 1800-talet vilket tyder på familjens ställning som moderna föregångare. Det stora antalet fiskeredskap avslöjar att gårdens andel i fiskevatten var viktig för försörjningen. 
Vid Jan Olof Pallins död 1834 övertogs gården av hans tre omyndliga barn, Helena Christina, Erik Johan och Maria, samt brodern Bengt Daniel Pallin som också övertog länsmansbefattningen. Under Bengt Daniels fem år som förvaltare vittnas om ett livligt sällskapsliv, glänsande baler med gäster från värmländska bruk och herrgårdar.   
Därefter kom en brytningstid i Värmlands och särskilt Ekshärads ekonomiska utveckling. Gården blir mellan 1839 och 1854 mer av ett spekulationsobjekt i kamper mellan järn och trä om skogar, egendomar och arbetskraft. Under denna period passerar ett flertal ägare och arrendatorer om vilka det inte finns några bevarade traditioner.

## Gården som bondgård, 1854–1889
När gården övergick i häradsdomare Per Larssons (född 1811 och död 1889 i Norra Skoga) och hans hustru Ingegerd Sonesdotters (född 1813 i Västra Tönnet, Ekshärad, död 1893, Norra Skoga) ägo har den mist något av sin forna glans och är inte längre det enda tvåvåningshuset i trakten. Bygden hade förändrats, järnbruken förlorat kampen mot skogen och träet gått segrande ur striden. Gården kanske uppfattades som sliten jämfört med de nya husen omkring. I Per Larssons bouppteckning upptogs ungefär en tredjedel av vad som listats i Jan Olof Pallins. Minskningen av uppsättningen djur och grödor är av motsvarande storlek. De tre decennier som Per Larsson med familj bodde på gården karakteriserades livet av det på en bondgård. Per och Ingegerd fick barnen Anna Persdotter (född 1837, död 1861), Lars Persson (född 1839), Kerstin Persdotter (född 1845) och Karin Persdotter (född 1849, död 1934). 

## Gården som boningshus, 1890–1947
När Per Larssons arvingar avyttrade gårdens skogstillgångar till Uddeholmsbolaget kunde gården inte längre bära sig som jordbruksfastighet. Den huvudsakliga kvarvarande funktionen var som bostadshus, till en början för tillfälliga inhysningar och sedan under 50 år som bostad för hantverkaren och affärsmannen Per Jonsson. Efter Per Jonssons död 1947 användes inte längre huset.

## Flytt till Skansen, 1952–1954
Enligt grosshandlare Teodor Ericsson, skattmästare i Wermländska sällskapet och initiativtagare till projektet uppstod tanken om att flytta gården redan 1949. Gården valdes formellt ut i samråd med Nordiska museet och landshövdingen. Karin Persdotters söner Helmer och Dr Hjalmar Erikson överlämnade gården som gåva för att uppföras på Skansen. Därefter påbörjades ett omfattande arbete för att finansiera flytten och återuppförandet. 

## Återinvigning på Skansen 1954
Söndagen den 30 maj 1954 invigdes Ekshäradsgården efter flytten till Skansen. Firandet inleddes med gudstjänst i Seglora kyrka där prost Ludvik Krook i Ekshärad var liturg. Kantor Erik Bolin ledde sången och Ekshärads hembygdskör. Därefter fortsatte högtidligheterna i gården där det samlats mycket människor bland andra statsminister Tage Erlander, utrikesminister Östen Undén och justitieminister Herman Zetterberg. Klockan 13 uppträdde värmländska spelmän och därefter sjungs Värmlandsvisan av hovsångerskan Helga Görlin. Tal hölls av landshövdingen och ordförande i Wermländska sällskapet professor Nils Lagerlöf innan Nordiska museets styresman bad statsministern som själv var värmlänning att öppna porten. Först släpptes särskilt inbjudna in och därefter de många besökare som närvarat vid högtiden. På kvällen samlades 650 personer till invigningsmiddag. Bland de inbjudna fanns landskamreraren Harald Lindell, donatorerna dr Hjalmar Erikson och hans släkt från Norra Skoga, samt statsministern, utrikesministern och justitieministerns som hedersgäster. Vid middagen serverades värmlandskorv, ”slom” och ostkaka tillverkad av fru Sofia Olsson i Kristinehamn. Det hölls tal och utdelades medaljer. Redan dagen innan hade en intim måltid avnjutits i gården själv. Nordiska museet och dess nämnd hade då bjudit in flera av donatorerna och personer som möjliggjort gårdens förvärvande, flyttande och återuppförande. Bland dessa särskilt inbjudna fanns direktör Nils Danielsen, Uddeholm och gårdens främste donator direktör P.E. Hedlund från Stockholm.   Närvarande vid festligheterna var också Karin Persdotters barnbarn Kerstin Lindström (född Erikson 1920, död 2011), stolt medlem i Wermländska sällskapet, med sina söner Peter (född 1945) och Erik (född 1949). Kerstin lekte som barn i sin farmors hem i Norra Skoga och kunde nu som inflyttad Stockholmare se den värmländske statsministern återinviga gården på Skansen.  